# Acca Larentia

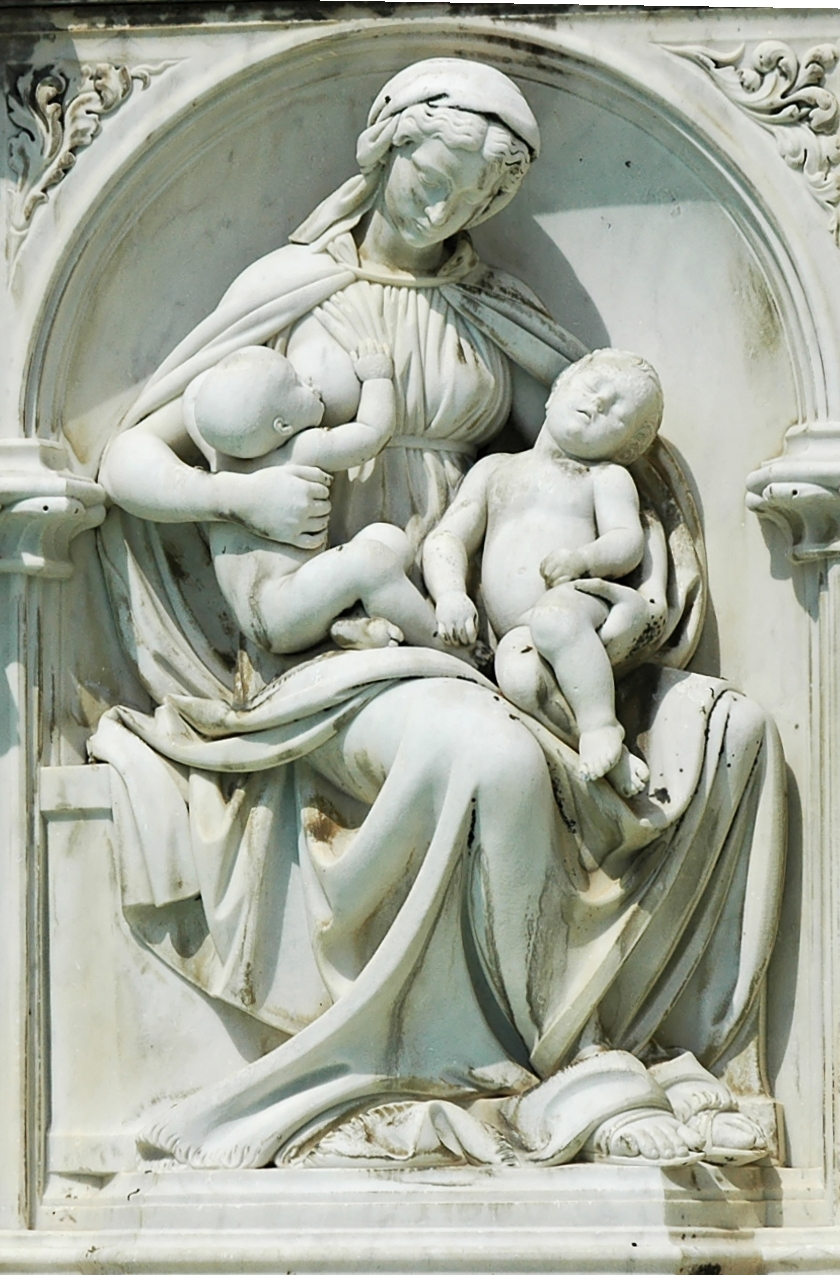
Acca Larentia mit Romulus und Remus (Fonte Gaia, Siena)

Acca Larentia (auch Larenta oder Larentina) ist eine Göttin der römischen Frühzeit. Ihr Feiertag, die Larentalia, war der 23. Dezember.

## Mythos
Der Mythos der Acca Larentia ist in zwei ganz unterschiedlichen Fassungen überliefert: Nach der einen Fassung ist sie die Dirne des Hercules und Ehefrau des Tarutius, nach der anderen die Frau des Hirten Faustulus und Pflegemutter der Zwillinge Romulus und Remus.

### Acca Larentia als Dirne des Hercules
Nach der ersten Fassung war dem Aedituus, dem Tempelhüter des Hercules, eines Nachts langweilig und er forderte den Gott zu einem Würfelspiel auf. Der Gewinner sollte als Preis eine Mahlzeit und ein Mädchen bekommen. Der Tempelhüter wirft einmal für sich, einmal für Heracles, verliert und bereitet ein Mahl im Tempel, lädt Acca Larentia (mit Beinamen Fabula, etwa „Schwatzmaul“), die schönste Kurtisane der Stadt, dazu ein und lässt sie nachts alleine im Tempel zurück. Tatsächlich soll der Gott sich ihrer erfreut und ihr als Lohn den ersten Mann versprochen haben, der ihr am anderen Morgen auf dem Forum begegnen würde. Dieser Mann war der Etrusker Tarutius, schon älter und kinderlos, dafür sehr begütert. Diesen heiratete Larentia und erbte nach seinem Tod dessen Besitz, den sie dem römischen Volk vermachte. Sie sei angeblich an einer Stelle namens Velabrum verschwunden. An dieser Stelle wurde ihr noch alljährlich durch den Flamen des Quirinus das Totenopfer gespendet.
Diese Fassung wird unter anderen von Cato und Plutarch überliefert.

### Acca Larentia als Frau des Faustulus

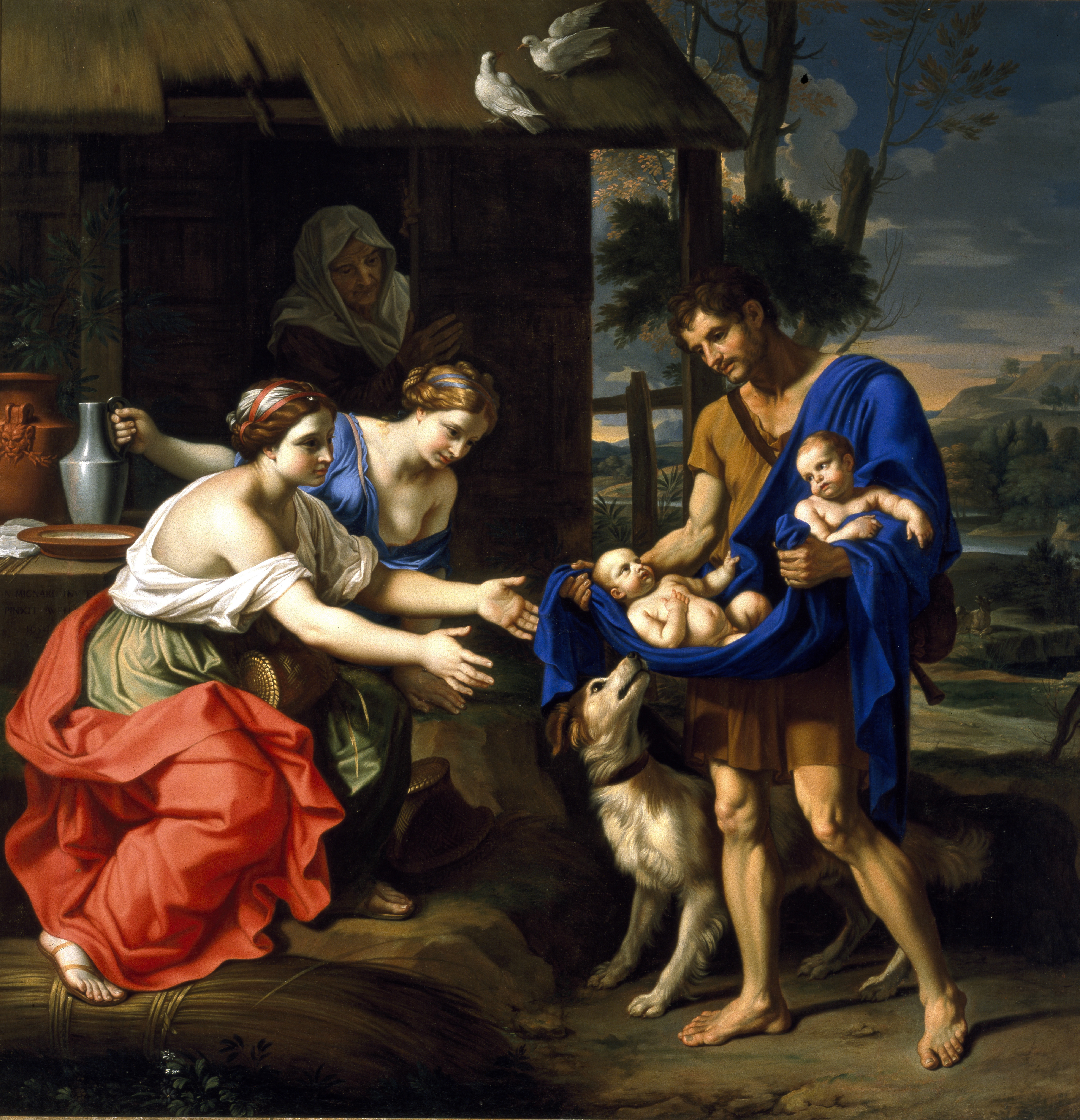
Faustulus bringt Romulus und Remus zu seiner Frau (Nicolas Mignard, 1654)

Nach einer anderen Fassung soll Acca Larentia die Frau des Hirten Faustulus gewesen sein. Sie war Mutter von zwölf Söhnen und Pflegemutter des Romulus, welcher mit seinen Adoptivbrüdern (nach dem Tode des zwölften) das Kollegium der „Flurbrüder“ (Fratres Arvales) bildete, deren Abzeichen ein Ährenkranz und die weiße Binde war.
Diese Fassung der Sage geht nach Mommsen auf Gaius Licinius Macer zurück, der so die Sage von der Kapitolinischen Wölfin erklären wollte. Nach dieser hätten die Zwillinge Romulus und Remus nur überlebt, weil sie von einer Wölfin gesäugt worden waren. Um die römische Geschichte von sagenhaften Elementen wie säugenden Wölfinnen zu befreien, habe Macer darauf zurückgegriffen, dass im Lateinischen lupa nicht nur „Wölfin“, sondern auch „Dirne“ bedeutet. So wäre die ursprünglich namenlose Frau des Faustulus und Amme der Zwillinge mit der Kurtisane Acca Larentia vermengt worden und aus der ehrbaren Amme sei eine zumindest ehemalige Dirne geworden.
Neuzeitliche Interpretation hat dann noch versucht, Acca Larentia mit der Mater Larum, der Mutter der Laren, in Beziehung zu setzen bzw. zu identifizieren.